# Đuka Agić
Đuka Agić (Zagreb, 1907. – Zagreb, 1985.), bio je hrvatski nogometaš i jugoslavenski reprezentativac.

## Igračka karijera
Igrao je za zagrebački Concordiju i HAŠK. Igrao je na mjestu zadnjeg braniča. Za reprezentaciju je zaigrao jednom, na utakmici protiv Grčke u Balkanskom kupu.
S Concordijom je u sezoni 1931./32. osvojio naslov državnog prvaka.